# Anton Villatoro
Anton Villatoro (nascido em 20 de junho de 1970) é um ex-ciclista profissional guatemalense que competiu no ciclismo nos Jogos Olímpicos de Verão de 1996, representando a Guatemala.